# Olympische Sommerspiele 1992/Teilnehmer (Bhutan)
| Gelbes Symbol für Goldmedaillen mit stilisierten Olympischen Ringen | Graues Symbol für Silbermedaillen mit stilisierten Olympischen Ringen | Braundes Symbol für Bronzemedaillen mit stilisierten Olympischen Ringen |
| ------------------------------------------------------------------- | --------------------------------------------------------------------- | ----------------------------------------------------------------------- |
| —                                                                   | —                                                                     | —                                                                       |

Bhutan nahm an den Olympischen Sommerspielen 1992 in der spanischen Metropole Barcelona mit sechs Sportlern, drei Frauen und drei Männern, teil.

## Teilnehmer nach Sportarten

### Bogenschießen
- Jubzang Jubzang
Einzel: 63. Platz
Mannschaft: 20. Platz

- Karma Tenzin
Einzel: 71. Platz
Mannschaft: 20. Platz

- Pema Tshering
Einzel: 75. Platz
Mannschaft: 20. Platz

- Karma Tshomo
Frauen, Einzel: 58. Platz
Frauen, Mannschaft: 17. Platz

- Pem Tshering
Frauen, Einzel: 60. Platz
Frauen, Mannschaft: 17. Platz

- Namgyal Lhamu
Frauen, Einzel: 61. Platz
Frauen, Mannschaft: 17. Platz